# Wyatt (Misuri)
Wyatt es una ciudad ubicada en el condado de Misisipi en el estado estadounidense de Misuri. En el Censo de 2010 tenía una población de 319 habitantes y una densidad poblacional de 100,3 personas por km².

## Geografía
Wyatt se encuentra ubicada en las coordenadas 36°57′37″N 89°10′10″O / 36.96028, -89.16944. Según la Oficina del Censo de los Estados Unidos, Wyatt tiene una superficie total de 3.18 km², de la cual 3.04 km² corresponden a tierra firme y (4.56%) 0.15 km² es agua.

## Demografía
Según el censo de 2010, había 319 personas residiendo en Wyatt. La densidad de población era de 100,3 hab./km². De los 319 habitantes, Wyatt estaba compuesto por el 84.33% blancos, el 15.05% eran afroamericanos, el 0% eran amerindios, el 0% eran asiáticos, el 0% eran isleños del Pacífico, el 0% eran de otras razas y el 0.63% pertenecían a dos o más razas. Del total de la población el 0.31% eran hispanos o latinos de cualquier raza.